# Eleanor Haslam
Eleanor Haslam, född 11 september 1939, är en friidrottare från Kanada. Hon deltog vid olympiska sommarspelen 1956 och olympiska sommarspelen 1960.